# Oxún

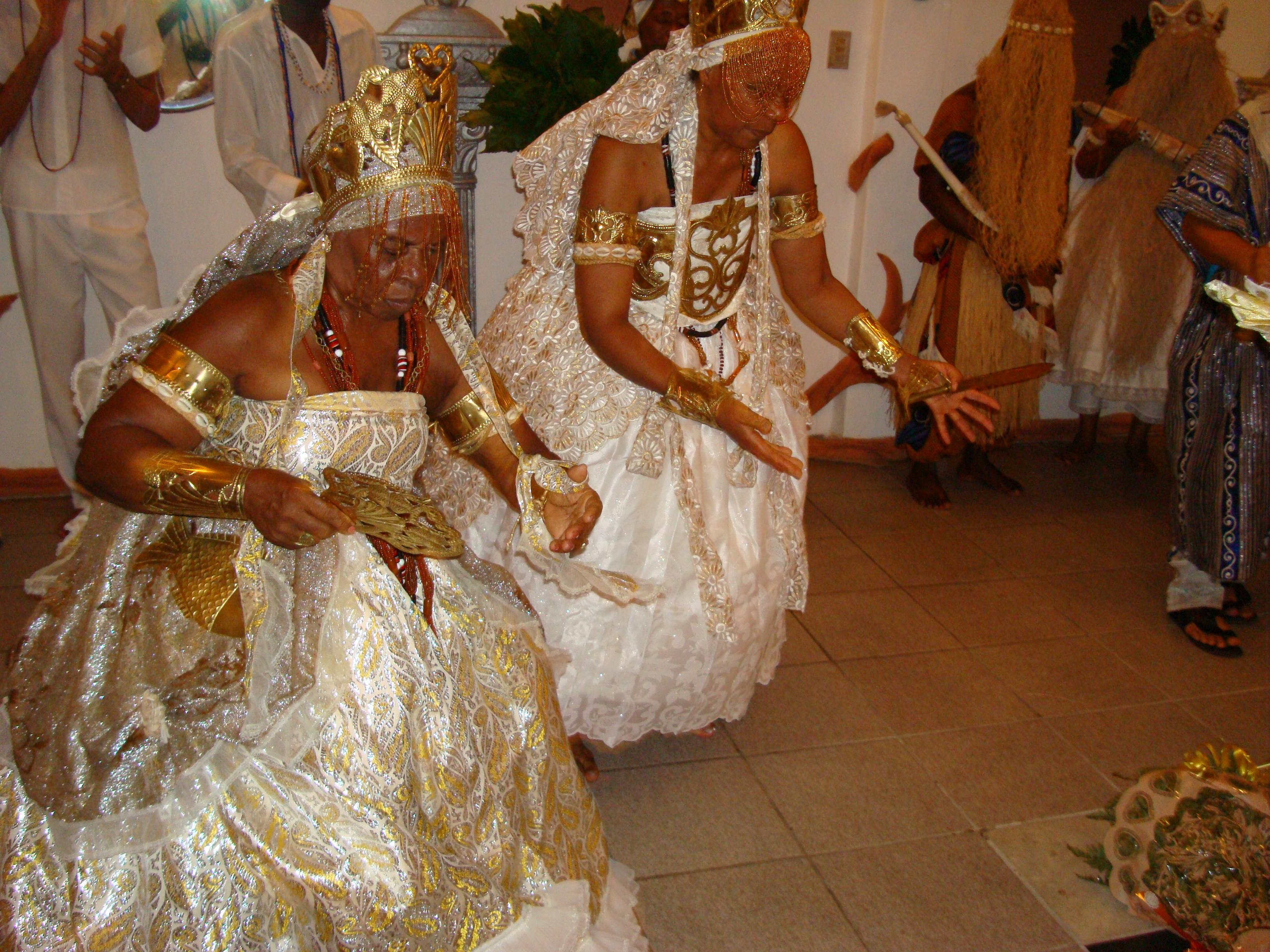
Representació d'Oshún en el culte Candomblé: en primer pla, Oparà; al fons, Ypondá.

Oshún (també transcrit com Oxúm, Ochún en altres variants) és un orisha important (déu, semidéu, sant) de la mitologia ioruba, que regna sobre l'amor, els rius, la salut, la diplomàcia, la fertilitat. També és venerada en cultes afroamericans de derivació africana.

## Oshún a Amèrica

### Culte cubà
A la Santeria cubana, Oshún és sobretot l'orisha de l'amor, el matrimoni i la maternitat. A l'amalmaga del sincretisme religiós Oshún s'identifica amb la Patrona de Cuba, la "Mare de Déu de la Caritat del Coure". Sempre alegre, l'anuncien les tintinades de campanes i les seves cinc polseres. També se l'invoca per ajudar les dones en problemes de part i amor. Oshún (també anomenada Venus africana) havia salvat la humanitat un cop advertint a Olófin (Déu), de manera que aquesta poderosa deessa també es diu missatgera d'Olofin.

### Contes tradicionals
Un conte tradicional explica que el 1606, dos indis i un esclau negre van anar a la badia a recollir sal, però es van adonar que les condicions meteorològiques no els ho permetien. Només al cap d'uns quants dies van poder sortir cap a les salines. Durant la navegació van veure un objecte blanc flotant i amb una sorpresa extrema es van adonar que era una imatge de la Mare de Déu, que sostenia Jesús, col·locada sobre una tauleta, sobre la qual hi havia escrita la frase "yo soy la Virgen de la Caridad". En poc temps, es va fundar un santuari dedicat a la Mare de Déu a la localitat del Cobre, a uns 16 km de Santiago de Cuba.

### Culte brasiler
A part dels atributs anteriors, al Brasil és l'orisha de la riquesa i el benestar. La divinitat se sincretitza amb diverses Our Ladies, a Bahia com Nostra Senhora das Candeias o Nossa Senhora dos Prazeres ; al sud del Brasil, la sincretització amb Nossa Senhora da Conceição és molt estesa, mentre que al centre-est i sud-est s'associa amb voltes amb la denominació de Nossa Senhora o amb Nossa Senhora Aparecida .

## Oshún a l'Àfrica
El seu nom deriva del riu "Rio Osun ", que desemboca a Yorubaland (actual Nigèria). La mitologia i la religiositat ioruba presenten Oshún com a responsable de les forces cosmològiques, de l'harmonia, de l'atracció i sobretot de les forces de l'aigua ; a més, és omnipresent i omnipotent. Seguint els dictats de l'antiga tradició, Oshún era l'única dona enviada per Déu per crear el món, per això se l'anomena “la dolça Mare de tots nosaltres”.